# Brachypodius priocephalus

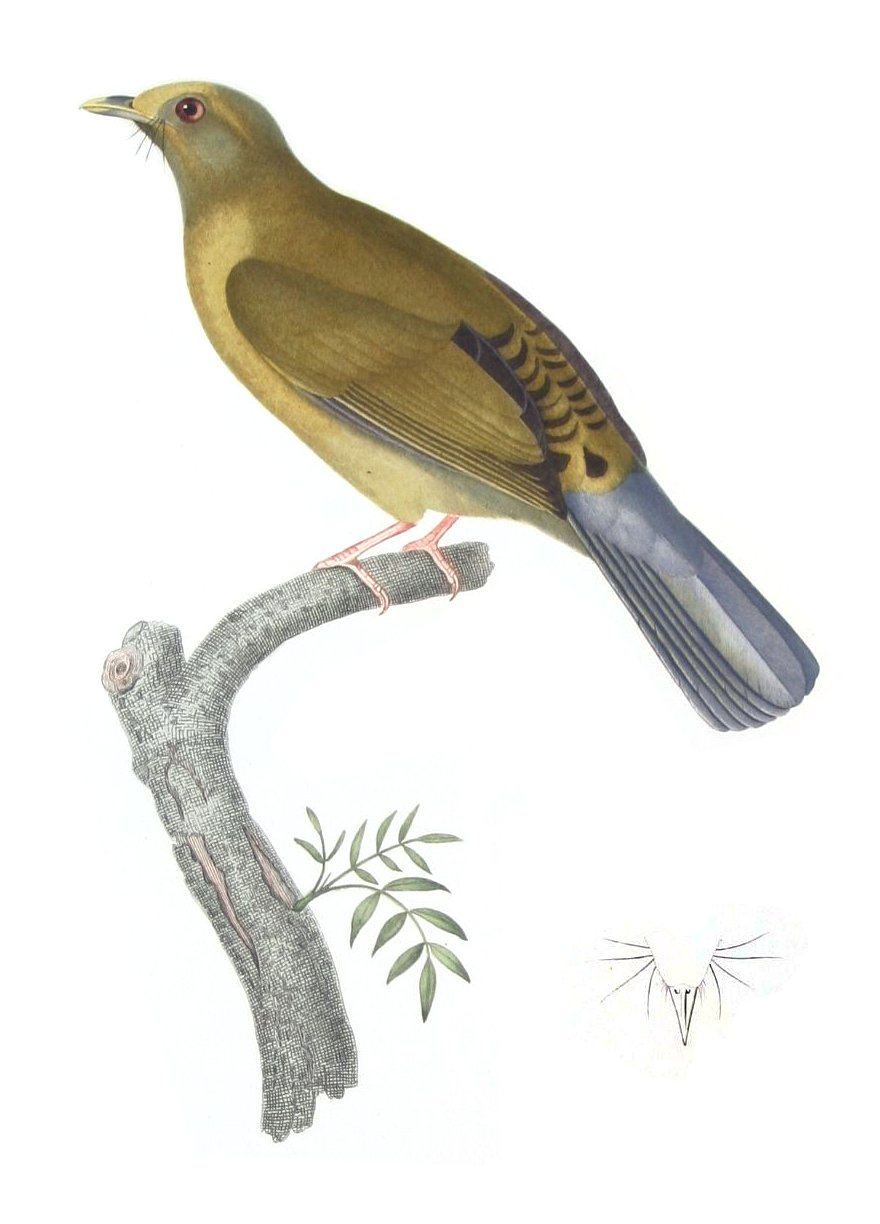
Illustration from the Voyage autour du monde exécuté pendant les années 1836 et 1837 sur la corvette La Bonite commandée par M. Vaillant (The voyage of the Bonita)

Brachypodius priocephalus là một loài chim trong họ Pycnonotidae.